# Gustave Parking
Pour les articles homonymes, voir Parking.
Gustave Parking, nom de scène de Pierre-Casimir Le Bras, né le 29 décembre 1955 à Bayonne (Pyrénées-Atlantiques), est un humoriste français. Clown-poète, il enchaîne situations et jeux de mots, en s'aidant d'objets les plus divers souvent détournés de leurs fonctions premières.

## Biographie

### Débuts
Pierre-Casimir Le Bras est le fils d'un père d'origine bretonne et d'une mère d'origine polonaise,.
À ses dix-sept ans, il se retrouve seul, son père étant parti et sa mère étant obligée de déménager.[réf. nécessaire] Il se voit contraint de voyager dans divers pays où il devra à chaque fois faire preuve d’imagination pour vivre. Ainsi, jusqu’aux années 1980, il vit bien grâce à ses spectacles de rue, notamment à Beaubourg où il rencontre Coluche, Aguigui Mouna, David Shiner (en) et plein d'autres personnalités de l'époque[réf. nécessaire]. De cette expérience, il parvient à retirer autant d'avantages que de galères. Il se nourrit des habitudes, de la drôlerie et du talent des personnes qu’il rencontre afin d’enrichir sans cesse son répertoire.[réf. souhaitée]
En 1981, après des études de linguistique en tant qu’auditeur libre à l'université de Rennes 2 et des études théâtrales, également à Rennes, il choisit le pseudonyme de « Gustave Parking » en référence à tous les lieux où il a été amené à se produire.
L’auditoire de l’humoriste s’élargit au fur et à mesure que les années passent, puis en 1983, il joue dans dix-huit pays africains grâce au financement du ministère de la Coopération. Viennent ensuite des participations à de multiples festivals et les premières émissions de télévision, en 1984, ainsi qu'à de nombreuses prestations amusant les croisiéristes des  Croisières Paquet.[réf. souhaitée]

### Du spectacle de rue à la scène
À la fin des années 1980, Gustave Parking commence à acquérir une certaine notoriété, notamment grâce à l'émission télévisée La Classe, diffusée sur FR3, ce qui lui permet de remplir de plus grandes salles.[réf. souhaitée]
Il est le créateur de formules-spectacles originales : il lance le principe « entrée gratuite, sortie payante », qui devient par la suite une entrée à 10 FF (puis 2 €) et, à la fin du spectacle, une invitation à donner en fonction de son appréciation.
En 1989, il part pour une tournée des campus universitaires américains, puis, en 1992, à Singapour, à Haïti ou encore en Indonésie. Il participe aussi au mensuel Fluide glacial, écrivant quelques articles pour la gazette d'Yves Frémion.[réf. souhaitée]
Dans les années 1990 et 2000, il joue de nombreuses fois au festival off d'Avignon.[réf. souhaitée] En 2002, il préside le jury du Festival des Très Courts.[réf. souhaitée]
En 2004, il s'installe en Guadeloupe pour y initier à l'art de l'improvisation théâtrale. Entre 2004 et 2017, il monte une dizaine de spectacles et de concepts à base d'improvisation appliquée, tout en formant des professeurs à Saint-Martin, en Martinique, en Guyane et en Guadeloupe. Il intervient dans les prisons (comme à celle de Basse-Terre) où il monte des spectacles d'improvisation avec les détenus.
En 2009, il joue au théâtre Trévise, à Paris, en reprenant le concept d'« entrée libre, sortie payante » (libre participation). Toujours en 2009, il devient membre d'honneur de la SACEM et, parallèlement à ses tournées aux Antilles et en Europe, il publie en ligne son troisième tome des « pensées drôlement utiles ».
En 2010, il reçoit le prix Tournesol du spectacle écologique le plus drôle.[réf. souhaitée]
En 2011 et 2013, puis en 2015, il retourne au théâtre de Trévise à Paris, où il joue un best-of de ses différents spectacles, alliant l'humour poétique à l'humour politique, toujours avec libre participation.
En 2015, il joue à Paris et participe au journal Charlie Hebdo et l'émission de radio Si tu écoutes, j'annule tout[réf. souhaitée]. Il fait le plein de public en reprenant sa formule à 2 €.[réf. souhaitée]
Depuis 2013, il intervient avec GWAD-IMPRO dans les collèges et lycée[Où ?] et a rencontré plus de 5 000 élèves.[réf. nécessaire] En 2016, il participe également au premier TEDx de Guadeloupe, sur son Credo : « L'improvisation théâtrale pour tous ».
En 2016, il refait le plein au théâtre Cinévox d'Avignon.[réf. souhaitée] En 2017, il crée un mini-spectacle sur l'environnement en Guadeloupe et un spectacle d'improvisation en Guyane avec les Improbab.[réf. souhaitée]
De août à septembre 2017, il rejoue au théâtre Trévise à Paris, le spectacle partant en tournée début octobre.[réf. souhaitée]

### Engagements
Selon Gustave Parking, « tout ce qui est drôle est engagé ! ». Ainsi, il s'investit dans des associations telles qu’Amnesty International.[réf. souhaitée]
En 2001, il apprend qu'il est atteint d'hémochromatose, une maladie génétique due à un excès de fer dans le corps. Depuis, il soutient la Journée nationale de l’hémochromatose (le 20 juin) qui combat cette maladie.
En octobre 2006, il publie un ouvrage d'aphorismes et de réflexions, L'Habit bleu du doute, aux éditions Altal.
En 2007, il signe l'appel pour demander à José Bové d'être candidat à l'élection présidentielle et soutient ensuite sa candidature, notamment en écrivant la chanson Ah si j'osais Bové qui devient son slogan de campagne.[réf. souhaitée]
En 2010, il se produit notamment au festival d'Avignon où il obtient le prix Tournesol pour l'engagement écologique de son spectacle. Il est aussi nommé vice-président du groupement des acteurs de Guadeloupe et vice-président de l’association Basse-Terre environnement. Rompu à la formation d'élèves du spectacle d'improvisation, il a entraîné des prisonniers à l'improvisation dans la maison d'arrêt de Basse-Terre et organisé un spectacle avec eux deux mois après.
Par ailleurs, il écrit dans France-Antilles une rubrique écologique sur les fruits et légumes locaux, et met en ligne trois cents pages de nouvelles « pensées drôlement utiles » tout en poursuivant ses tournées internationales.[réf. souhaitée]

### gVie personnelle
En juin 2010, Gustave Parking vit dans les Antilles françaises, en Guadeloupe, J’évoque Principaux spectacles
- N’être
- Camping sauvage
- Les Explorateurs de l’impassible
- Histoire story
- AAAAAAAAAARGLL !
- Je vous laisse réfléchir là dessus
- Le Retour des joies sauvages
- Mes meilleurs morceaux
- De mieux en mieux pareil

## Filmographie

### Cinéma
- 1992 : Le Retour des Charlots de Jean Sarrus : le docteur
- 1994 : Parano d'Anita Assal, Manuel Flèche, John Hudson, Yann Piquer et Alain Robak : Jean-Claude
- 1996 : Les Deux Papas et la Maman de Jean-Marc Longval et Smaïn : le cadre harcelé
- 1998 : Comme une bête de Patrick Schulmann : Leroux
- 2023 : Flo de Géraldine Danon : Journaliste

### Télévision
- 1996 : Jamais deux sans toi...t de Philippe Roussel : Max Lemol, l'animateur du jeu télévisé « Un couple en or » (épisode 29)
- 2012 : La Chanson du dimanche, la série d'Alexandre Castagnetti et Clément Marchand

## Publication
- L'Habit bleu du doute : dictionnaire de pensées drôlement utiles !, illustrations de Woźniak, préface de Bernard Werber, Paris, Altal éd., 2006.